# Södra Björke landskommun
Södra Björke landskommun var en tidigare kommun i dåvarande Älvsborgs län.

## Administrativ historik
Kommunen bildades i Södra Björke socken i Gäsene härad i Västergötland när 1862 års kommunalförordningar trädde i kraft.
Namnet var före 1 januari 1886 Björke landskommun (bytet beslutat 17 april 1885).
Vid kommunreformen 1952 uppgick kommunen i Gäsene landskommun som 1974 uppgick i Herrljunga kommun.